# Polonia Varsovie (football)
Maillots
Le Polonia Varsovie (Polonia Warszawa en polonais, à prononcer /pɔˈlɔɲa varˈʂava) est un club polonais de football basé à Varsovie et créé en 1911. Il est l'un des plus anciens du pays et compte à son palmarès deux championnats de Pologne, deux Coupes de Pologne et une Coupe de la Ligue. Polonia Varsovie comprend aussi une section de basket-ball et un club d'échecs.
Il est le grand rival du Legia Varsovie, l'autre club de la capitale avec lequel il se dispute le derby de Varsovie.
Le Polonia est actuellement présidé par le Français Grégoire Nitot, qui est devenu son propriétaire en mars 2020, et son équipe première, entraînée par Wojciech Szymanek, prend part à l'édition 2021-2022 du championnat de Pologne de quatrième division, après plusieurs années passées en première division avant la faillite du club en 2013.
Le club évolue depuis le 15 août 1928 au stade Kazimierz-Sosnkowski (stadion Polonii à l'époque), nommé en l'honneur du général Sosnkowski, commandant en chef des Forces armées polonaises en 1943-1944. Il peut accueillir jusqu'à 7 152 personnes.

## Histoire

### Fondation du Polonia
Le Polonia Varsovie a été formé à l'automne 1911, sous le nom de KKS Polonia Varsovie, et réunissant deux clubs lycéens de la ville. Il a été fondé par Wacław Denhoff-Czarnocki, qui nomme ce nouveau club en référence aux nombreux étrangers présents dans la capitale polonaise, et notamment aux Italiens, pour qui « Polonia » signifie Pologne.
Au départ, les joueurs du Polonia portaient un ensemble rayé de blanc et de noir, mais en 1912, le maillot est passé au noir uniquement. La légende du club explique que ce choix est dû à la volonté des dirigeants de marquer leur deuil vis-à-vis de l'occupation et de la division de la Pologne. Toutefois, la véritable explication réside dans le fait que l'homme responsable de l'achat des tenues, Janusz Muck, ne put obtenir de maillots avec deux couleurs différentes. Cette imposition conduit la population à adopter un nouveau surnom pour son club : Czarne koszule (chemises noires).
Le 19 novembre 1911, le Polonia dispute son premier match, contre le Koroną Varsovie, et s'incline 4-3.

### Période d'avant-guerre
Le premier match entre le Polonia et le Legia Varsovie, le deuxième club principal de Varsovie et créé en 1916, s'est déroulé le 29 avril 1917 et s'est terminé sur le score nul de 1-1. Ce match, le premier du Derby Warszawy, a permis d'opposer deux catégories différentes de joueurs et de supporters, ceux du Legia étant principalement d'anciens militaires présents à Varsovie pour la Première Guerre mondiale, et qui avec la fin de la guerre s'installèrent dans la capitale.
En 1921, pour la première édition du championnat de Pologne, le Polonia Varsovie se classe à la deuxième place, juste derrière le KS Cracovia. Cinq ans plus tard, le Polonia retrouve la même position au classement. Toujours aux avants postes du championnat, le Polonia rassemble la majeure partie de la population varsovienne. À la fin des années 1930, le Polonia devient l'un des meilleurs clubs du pays, porté par de talentueux joueurs tels que Jozef Mioduszewski, Władysław Szczepaniak ou Erwin Nyc.
Le football polonais évoluant au fil des années, les supporters de différentes équipes commencent à tisser des liens, ceux du Polonia sympathisant avec ceux du Cracovia.

### Les premiers titres, et la relégation
En 1946, le Polonia remporte pour la première fois de son histoire le championnat. Ce titre intervient après la destruction partielle de Varsovie, bombardée et incendiée par les nazis lors de la Seconde Guerre mondiale. Forte de symboles, la saison s'est terminée sur une belle marque de solidarité, le Legia voisin prêtant son stade Wojska Polskiego (littéralement stade de l'armée polonaise) pour la dernière journée face à l'AKS Chorzów, celui du Polonia étant détruit (situé dans la zone du ghetto de Varsovie). 
Avec l'époque stalinienne, le Polonia connaît de nombreux changements. Après la couleur des maillots, ce sont les sponsors qui changent. Désirant effacer la période de guerre, le régime communiste impose au Polonia de s'associer à une société de chemins de fer. Cependant, ce secteur est le moins important et puissant sur le plan économique, et ne permet pas au Polonia de s'imposer en championnat, à l'instar de clubs sponsorisés par l'armée ou l'industrie minière.
Cela contribue donc à la relégation du club en seconde division en 1952, accélérée par la mauvaise gestion du club. Soutenu par ses nombreux supporters, le Polonia voit la concurrence du Legia s'amplifier, le rival varsovien remportant titre sur titre. N'arrivant pas à remonter dans l'élite, le Polonia n'attire plus, les nouveaux fans de football se dirigeant vers le Legia. Durant plus de 40 ans, le club se traîne dans les divisions inférieures.

### Montée en puissance
En 1993, le Polonia accède à la première division. Mais le club est assez mal géré : manque d'argent et de bons joueurs. Après une seule saison en Ekstraklasa, Varsovie redescend, mais uniquement pour une saison. Avec Janusz Romanowski au poste d'entraîneur, lui qui avait refusé une offre du tout juste quart de finaliste européen légionniste, le Polonia devient en 1998 vice-champion de Pologne, et se prépare donc à disputer sa première compétition européenne majeure, la Coupe UEFA. Pour son entrée dans la compétition, le Polonia bat largement le Tallinna Sadam, club estonien, lors du premier tour de qualification, sur le score de 5-1. Au tour suivant, Varsovie est opposé au Dynamo Moscou, habitué des terrains européens. Battu lors des deux matches allers et retours 1-0, le Polonia est donc sorti au stade du deuxième tour qualificatif.

### L'histoire se répète
Loin des premières places la saison précédente, les Varsoviens entament la saison 1999-2000 avec un bon effectif, dirigé par l'expérimenté Jerzy Engel. Auteur d'un très bon début de saison, le groupe polonais devient champion d'automne. Durant le mercato d'hivernal, les dirigeants réussissent à faire venir des joueurs talentueux comme Tomasz Wieszczycki ou Tomasz Kiełbowicz. Engel rejoignant l'équipe nationale en vue de la Coupe du monde 2002, c'est Dariusz Wdowczyk, ancien international et entraîneur-adjoint du club depuis 1998, qui est appelé pour devenir l'entraîneur principal. Concédant peu de défaites, le Polonia est sacré champion de Pologne quelques semaines avant la fin de la saison, et qui plus est lors du derby de Varsovie, remporté largement sur la pelouse du Legia 3-0. Le Polonia totalise neuf points d'avance sur son dauphin, le Wisła Cracovie. La même année, le club se paye le luxe de battre une nouvelle fois son rival en finale de la Coupe de la Ligue (2-1), puis de glaner durant l'été la Supercoupe de Pologne.
Pour la première fois de son histoire, le Polonia est qualifié pour la Ligue des champions. Lors du second tour qualificatif, il dispose facilement du Dinamo Bucarest, mais échoue aux portes de la phase de poules, contre le Panathinaïkos. Cependant, des affaires économiques viennent perturber la montée en puissance du Polonia. Hoop, principal sponsor du club, se retire brusquement, sans doute précipité par le mécontentement des supporters. Le Polonia est alors en difficulté d'un point de vue financier, et est contraint de dégraisser son effectif. En dehors de la course au titre, le club se console avec une Coupe de Pologne, qui échappait au Polonia depuis un peu moins de 50 ans. 
Perdant de son jeu au fil des saisons, le Polonia descend petit à petit au classement. Troisième en 2002, le club termine successivement huitième, puis onzième, et enfin dixième en 2005. Pendant ce temps, le club, détenu par Jan Raniecki, perd de l'argent. Ce dernier décédant le 1er mars 2006, sa famille, alors héritière du Polonia, décide de ne pas continuer l'aventure, et se retire du club.

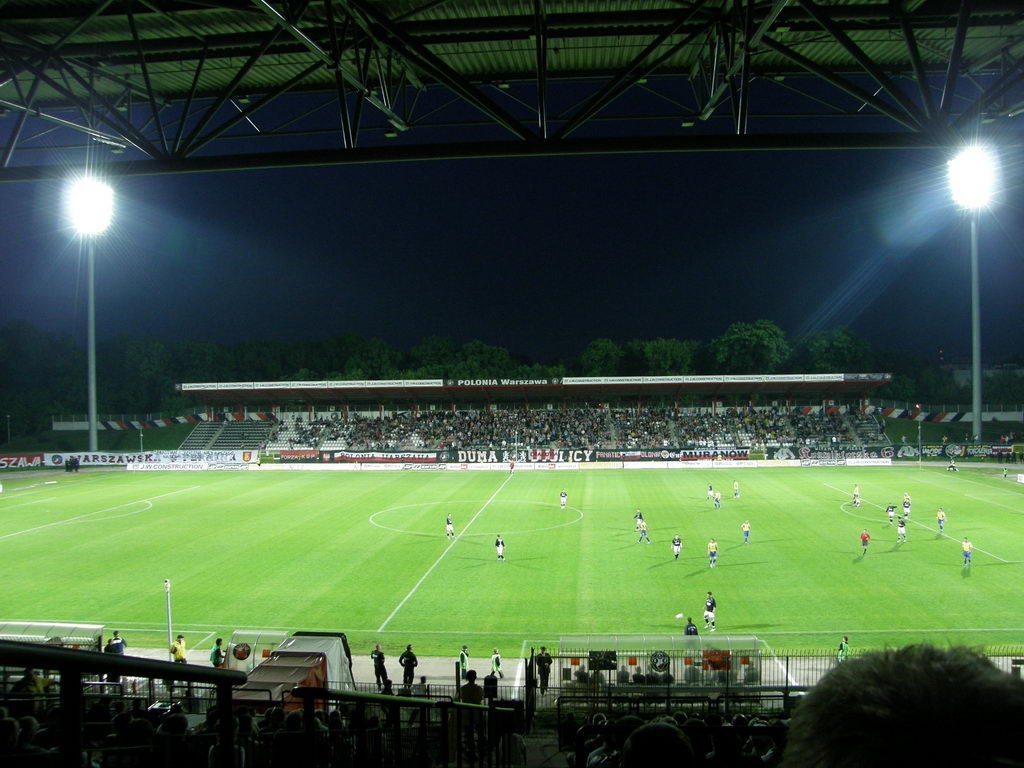
Le Stadion Polonii.

### L'«ère J.W. Construction »

#### Débuts difficiles
En mars 2006, le club est acheté dans sa totalité par Józef Wojciechowski, principal actionnaire et président du conseil d'administration de J.W. Construction, l'une des plus grandes sociétés de construction du pays. À son arrivée, l'homme d'affaires renforce le budget du club, qui revoit ses objectifs à la hausse. Mais après un début de saison catastrophique, le Polonia Varsovie est relégué en deuxième division, terminant à la dernière place du classement. 
Pourtant enclin à devenir l'un des clubs importants de Pologne, le Polonia n'arrive pas à remonter en première division. Tout proche d'y accéder lors de la saison 2006-2007, il finit loin des quatre premiers en 2008, à douze points de l'Arka Gdynia.

#### Union avec le Dyskobolia Grodzisk Wielkopolski
En juillet 2008, Józef Wojciechowski achète la licence du Dyskobolia Grodzisk Wielkopolski, qui vient de finir à la troisième place du championnat de Pologne de première division. Cette « union » entraîne la remontée du Polonia dans l'élite, tandis que le Dyskobolia est relégué en cinquième division. Concernant l'effectif du Polonia, il est composé en majeure partie d'anciens joueurs du Dyskobolia, mais aussi d'anciens titulaires varsoviens.
Dès sa première saison dans l'élite, le Polonia est à la hauteur de ses ambitions puisqu'il se qualifie pour la Ligue Europa. Toujours actionnaire majoritaire, Józef Wojciechowski réinjecte de l'argent dans le capital du club, qui recrute plusieurs joueurs confirmés. Cependant, les résultats du Polonia se dégradent, et malgré l'arrivée au poste d'entraîneur de l'Espagnol José María Bakero, le club doit lutter pour ne pas descendre en deuxième division. S'ensuit une grande instabilité, aussi bien dans l'effectif professionnel (nombreux départs et arrivées) que dans l'encadrement technique. Classé seulement septième lors de la saison 2010-2011, saison de son centenaire, le Polonia déçoit et son propriétaire n'hésite pas à parler d'un probable désengagement.

#### Des mauvais résultats qui conduisent à une période de trouble, puis la faillite

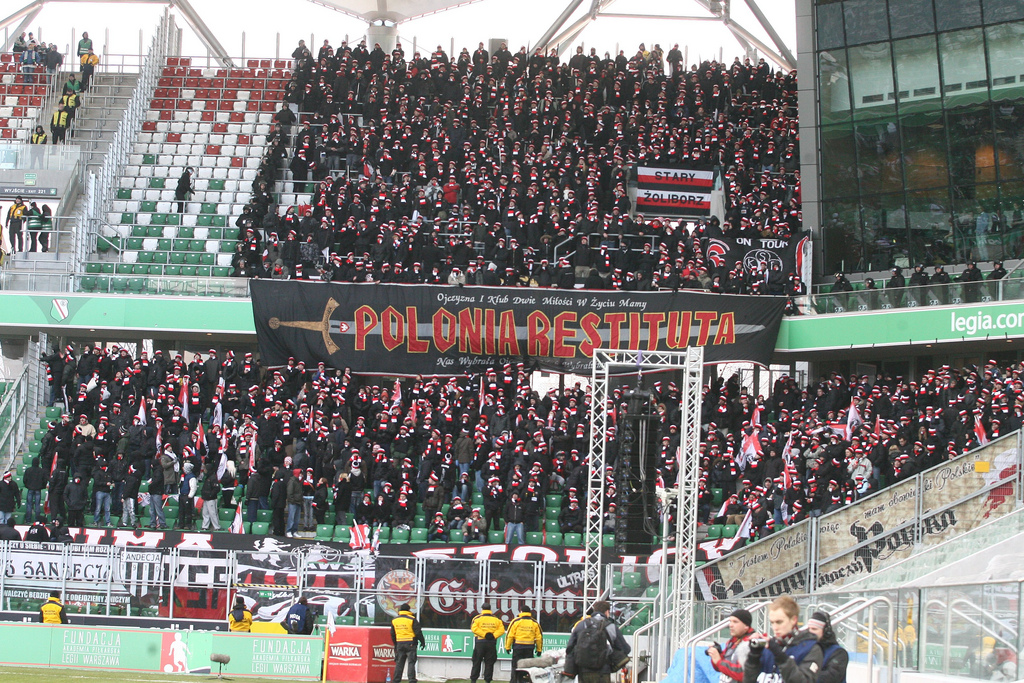
Supporters du Polonia lors du derby, en 2011.

Une fois de plus, Józef Wojciechowski s'engage financièrement, mais les nouvelles arrivées de joueurs n'y font rien. Avec pourtant un entraîneur champion de Pologne deux ans plus tôt, le Polonia termine seulement sixième. Désabusé, le président décide de vendre le club, et trouve un acheteur en la personne d'Ireneusz Król, président du GKS Katowice. Celui-ci rachète la licence du Polonia, qui est initialement relégué en division régionale, et prévoit de créer un nouveau club qui sera placé en première division. Finalement, devant la colère des supporters du Polonia et de Katowice, et celle de l'entourage de ces clubs, Ireneusz Król se ravise et prend la présidence du Polonia Varsovie, qui garde sa place dans l'élite du football polonais : il finit la saison 2012-2013 à la sixième place.
Le 17 juin 2013, à la suite de graves difficultés financières, le club est officiellement déclaré en banqueroute. Il est néanmoins repris par quelques supporters, et redémarre en cinquième division (IV liga).

## Dates importantes
- 1911 : fondation du club sous le nom de KKS Polonia Varsovie ;
- 1948 : le club est renommé KS Kolejarz Varsovie ;
- 1956 : le club est renommé KKS Polonia Varsovie ;
- 1996 : le club est renommé KP Polonia Varsovie ;
- 1997 : 1re participation à une Coupe d'Europe (Coupe Intertoto) ;
- 2008 : le propriétaire du club achète la licence du Dyskobolia Grodzisk Wielkopolski et replace le Polonia en première division ;
- 2013 : faillite du club, qui repart en cinquième division.

## Bilan sportif

### Palmarès
- Championnat de Pologne :
  - Champion (2) : 1946 et 2000
  - Vice-champion (3) : 1921, 1926 et 1998

- Coupe de Pologne :
  - Vainqueur (2) : 1952 et 2001

- Supercoupe de Pologne :
  - Vainqueur (1) : 2000
  - Finaliste (1) : 2001

- Coupe de la Ligue :
  - Vainqueur (1) : 2000

- Coupe Intertoto :
  - Demi-finaliste (1) : 1999

### Bilan européen
Note : dans les résultats ci-dessous, le score du club est toujours donné en premier.
| Saison    | Compétition         | Tour              | Club                   | Domicile | Extérieur | Total     |
| --------- | ------------------- | ----------------- | ---------------------- | -------- | --------- | --------- |
| 1997      | Coupe Intertoto     | Groupe 1          | Aalborg BK             | N/A      | 0 - 2     | Cinquième |
| 1997      | Coupe Intertoto     | Groupe 1          | Dinamo-93 Minsk        | 1 - 4    | N/A       | Cinquième |
| 1997      | Coupe Intertoto     | Groupe 1          | SC Heerenveen          | N/A      | 0 - 0     | Cinquième |
| 1997      | Coupe Intertoto     | Groupe 1          | MSV Duisbourg          | 0 - 0    | N/A       | Cinquième |
| 1998-1999 | Coupe UEFA          | Premier tour Q    | Tallinna Sadam         | 3 - 1    | 2 - 0     | 5 - 1     |
| 1998-1999 | Coupe UEFA          | Deuxième tour Q   | Dynamo Moscou          | 0 - 1    | 0 - 1     | 0 - 2     |
| 1999      | Coupe Intertoto     | Premier tour      | Tiligul-Tiras Tiraspol | 4 - 0    | 0 - 0     | 4 - 0     |
| 1999      | Coupe Intertoto     | Deuxième tour     | FC Copenhague          | 1 - 1    | 3 - 0     | 4 - 1     |
| 1999      | Coupe Intertoto     | Troisième tour    | Vasas SC               | 2 - 0    | 2 - 1     | 4 - 1     |
| 1999      | Coupe Intertoto     | Demi-finales      | FC Metz                | 1 - 1    | 1 - 5     | 2 - 6     |
| 2000-2001 | Ligue des champions | Deuxième tour Q   | Dinamo Bucarest        | 3 - 1    | 4 - 3     | 7 - 4     |
| 2000-2001 | Ligue des champions | Troisième tour Q  | Panathinaïkos          | 2 - 2    | 1 - 2     | 3 - 4     |
| 2000-2001 | Coupe UEFA          | Premier tour      | Udinese Calcio         | 0 - 1    | 0 - 2     | 0 - 3     |
| 2001-2002 | Coupe UEFA          | Tour préliminaire | The New Saints         | 4 - 0    | 2 - 0     | 6 - 0     |
| 2001-2002 | Coupe UEFA          | Premier tour      | FC Twente              | 1 - 2    | 0 - 2     | 1 - 4     |
| 2002-2003 | Coupe UEFA          | Tour préliminaire | Sliema Wanderers       | 2 - 0    | 3 - 1     | 5 - 1     |
| 2002-2003 | Coupe UEFA          | Premier tour      | FC Porto               | 2 - 0    | 0 - 6     | 2 - 6     |
| 2003      | Coupe Intertoto     | Premier tour      | Tobol Kostanaï         | 0 - 3    | 1 - 2     | 1 - 5     |
| 2009-2010 | Ligue Europa        | Premier tour Q    | Budućnost Podgorica    | 0 - 1    | 2 - 0     | 2 - 1     |
| 2009-2010 | Ligue Europa        | Deuxième tour Q   | AC Juvenes/Dogana      | 4 - 0    | 1 - 0     | 5 - 0     |
| 2009-2010 | Ligue Europa        | Deuxième tour Q   | NAC Breda              | 0 - 1    | 1 - 3     | 1 - 4     |

Légende
- Victoire ou qualification pour le tour suivant
- Match nul
- Défaite ou élimination de la compétition

## Logos

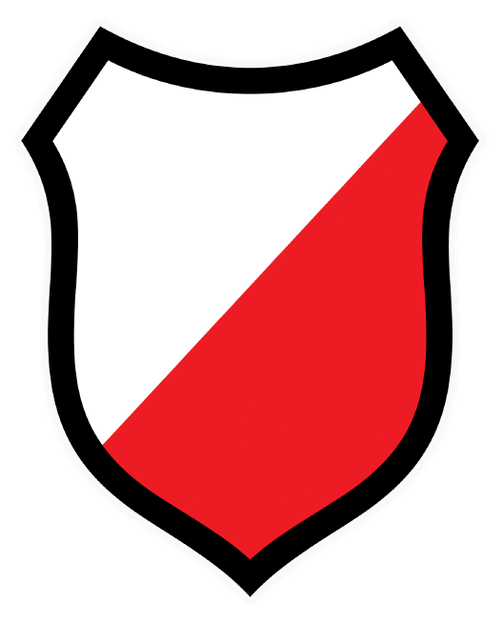
Ancien logo (1911–1933, 2013–2015)
Ancien logo (1956–2004, 2015–2020)
Ancien logo (2004–2013)
Logo pour le 110e anniversaire (2021)

## Joueurs
- Arkadiusz Bąk
- Erwin Nyc
- Emmanuel Olisadebe
- Piotr Piechniak
- Piotr Rocki
- Władysław Szczepaniak
- Marcin Żewłakow
- Michał Żewłakow
- Tomas Žvirgždauskas
- Radosław Majdan
- Adrian Mierzejewski